# Jeni LeGon

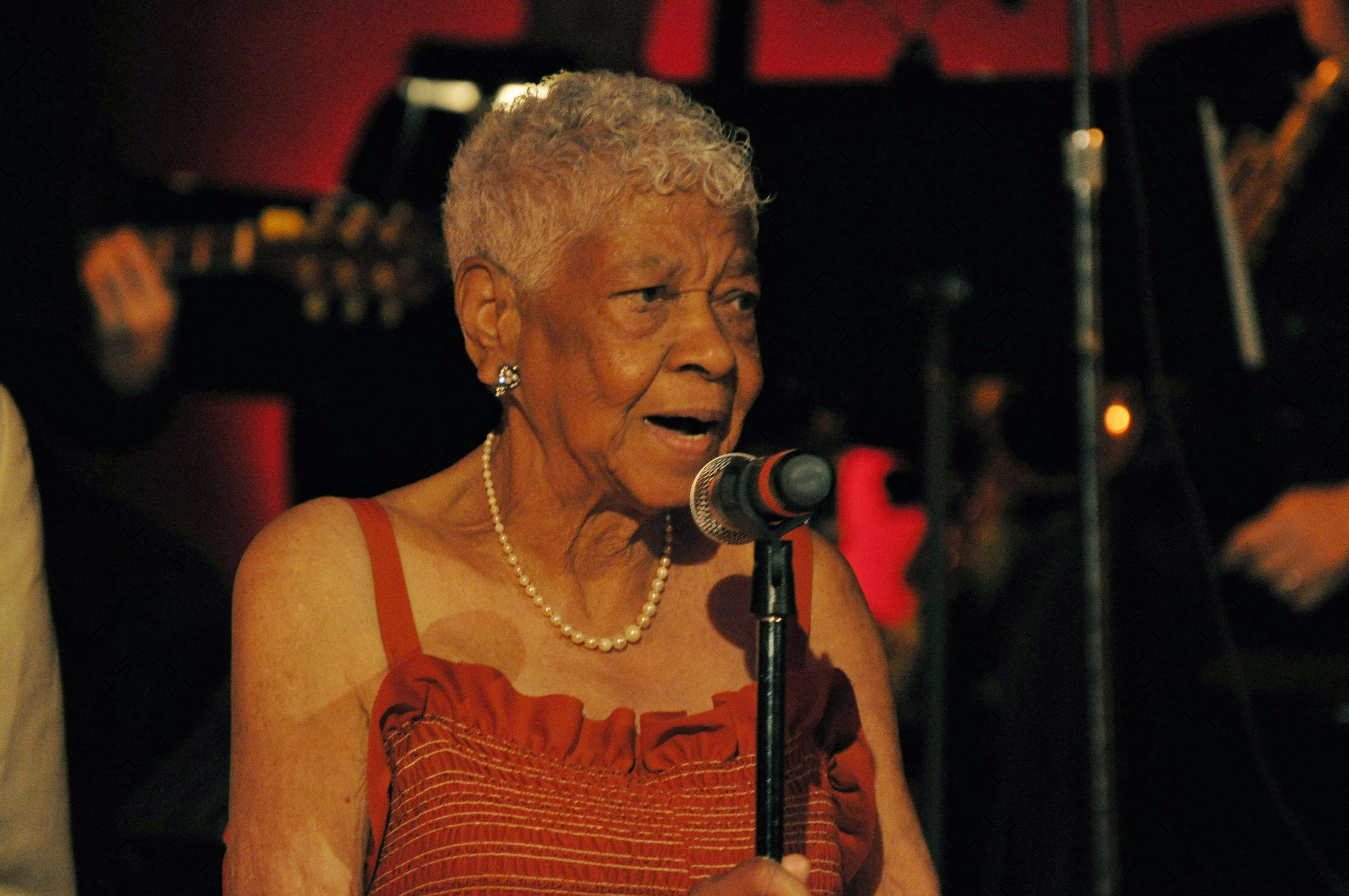
Jeni LeGon bei den Masters of Lindy Hop and Tap (2009)

Jeni LeGon (* 14. August 1916 in Chicago, Illinois als Jennie Ligon; † 7. Dezember 2012 in Vancouver, British Columbia), auch bekannt als Jeni Le Gon, war eine amerikanische Tänzerin, Tanzlehrerin und Schauspielerin. Sie war eine der ersten afroamerikanischen Frauen, die eine Solokarriere im Stepptanz machte.

## Frühe Jahre
Jeni LeGon wurde als Kind des Kochs Hector Ligon, der auch als Eisenbahnpförtner arbeitete, und der Hausfrau Harriet Bell Ligon geboren. Sie wuchs in der Gegend um Chicago auf und schloss 1928 die Sexton Elementary School ab. Im Alter von 13 Jahren bewarb sie sich erfolgreich für die Chorgruppe des Bandleaders Count Basie. Ein Jahr später verließ sie die Englewood High School.

## Karriere
Im Jahre 1931 begann LeGon mit den Whitman Sisters in den südlichen Bundesstaaten aufzutreten. 1933 gründete sie mit ihrer Halbschwester Willa Mae Lane ein Stepptanzduo.
Die Schwestern erhielten die Möglichkeit, nach Detroit zu gehen, um dort mit dem Nachtclubbesitzer Leonard Reed zu arbeiten. Währenddessen bekamen sie ein Angebot, nach Hollywood zu reisen und dort mit dem Komponisten Shelton Brooks aufzutreten. Bei ihrer Ankunft stellten sie fest, dass es in Wirklichkeit gar keinen Job gab. LeGon hörte von einem Auswahlverfahren von Ethel Waters’ früherem Manager Earl Dancer für einen Film der Fox Studios. Sie gewann die Rolle und trat in Folge in Tanznummern mehrerer Musicals auf.
1935 unterschrieb sie bei RKO Pictures, um die Tanzpartnerin von Bill Robinson in Hooray for Love zu sein. Im selben Jahr trat sie in einer Londoner Produktion der Revue At Home Abroad auf, wo sie Nummern übernahm, die in der Broadway-Version von Waters und Eleanor Powell gespielt wurden.
Während der Zeit in Hollywood hatte LeGon die Möglichkeit, mit Künstlern wie Ethel Waters und Al Jolson zu arbeiten. Sie tanzte mit Fred Astaire und Bill Robinson und war damit die erste afroamerikanische Frau, die dies im Film tat. Metro-Goldwyn-Mayer nahm sie langfristiger unter Vertrag und machte sie damit auch zur ersten Afroamerikanerin, die eine solche Gelegenheit erhielt, doch der Vertrag wurde bald wieder aufgelöst.
Am Broadway spielte LeGon in Black Rhythm (1936) und in Early to Bed (1943). Sie tanzte in einer Reihe von Clubs und Theatern, darunter das Apollo Theater, das Café de Paris, das Howard Theatre, das Paramount Theatre und das Lincoln Theater. In den frühen 1950er Jahren trat sie in der Fernsehversion von Amos ’n’ Andy auf.
LeGon besaß und betrieb ihr eigenes Tanzstudio in Los Angeles und leitete das dortige Drama & Dance Playhouse. 1969 zog sie nach Vancouver um, wo sie Stepp- und Spitzentanz unterrichtete. Im Jahre 1999 veröffentlichte das National Film Board of Canada die Dokumentation Jeni Le Gon: Living in a Great Big Way über ihr Leben. 2001 trat sie im Film Bones auf.

## Persönliches Leben
Im Jahre 1943 heiratete LeGon den Komponisten, Dirigenten und Pianisten Phil Moore, mit dem sie den Song The Spring komponierte, der im Film Panama Hattie von Lena Horne gesungen wurde.

## Auszeichnungen und Vermächtnis
LeGon wurde 1987 in die Black Filmmakers Hall of Fame aufgenommen, 2002 in die Tap Dance Hall of Fame. Die Oklahoma City University verlieh ihr im selben Jahr die Ehrendoktorwürde.
LeGons Nachlass wird in der Smithsonian Institution aufbewahrt.

## Rezeption in der Populärkultur
In Zadie Smiths Roman Swing Time entdecken zwei junge Frauen mit afrokaribischer Mutter und weißem Vater bzw. schwarzem Vater und weißer Mutter LeGon beim Anschauen von Videokassetten alter Filmmusicals. Die Figur Tracey sitzt beim Anschauen von Ali Baba Goes to Town (1937) dicht vor dem Fernseher, um ihre Bewegungen zu studieren, und ist regelrecht von LeGon fasziniert.

## Filmografie
- 1935: Hooray for Love
- 1935: Mississippi
- 1936: Dishonour Bright
- 1937: Ali Baba Goes to Town
- 1937: The Adventurous Blonde
- 1938: Fools for Scandal
- 1939: Double Deal
- 1940: I Can’t Give You Anything But Love, Baby
- 1940: While Thousands Cheer
- 1940: Glamour for Sale
- 1941: Waffenschmuggler von Kenya (Sundown)
- 1941: Birth of the Blues
- 1941: Bahama Passage
- 1942: This Was Paris
- 1942: Take My Life
- 1942: Arabische Nächte (Arabian Nights)
- 1943: My Son, the Hero
- 1943: Ich folgte einem Zombie (I Walked with a Zombie)
- 1943: Der Tänzer auf den Stufen (Stormy Weather)
- 1947: Hi-De-Ho
- 1948: Osterspaziergang (Easter Parade)
- 1949: Ich erschoß Jesse James (I Shot Jesse James)
- 1952: Somebody Loves Me
- 1953: Bright Road
- 1987: Hart, aber schmerzlich (Home Is Where the Hart Is)
- 2001: Bones – Der Tod ist erst der Anfang (Bones)